# 仲居
仲居（なかい）は、現代では旅館や料亭などで給仕や接待をする女性の職業を指す。

## 概要
古くは中居と記されて、公家や門跡の邸宅で主人の側で奉仕する人の控室を指し、後に料理の配膳室や家政・経理部門及びその職員の意味でも使われた。宮中では御末（）とも称した。
上代においては上女中と下女との中間の、小間使の女を意味した。転じて遊女屋・料理屋、旅館などで、客に応接しその用を弁ずる女性の接待業を意味する。
多くの場合住み込みで、長時間労働である。収入はチップによる歩合を取ることもある。
江戸時代に旅籠や宿場において設置されることがあった私娼である飯盛女とは全く異なる職業である。